# Akt sestupující se schodů
Akt sestupující se schodů (francouzsky Nu descendant un escalier n° 2, anglicky Nude Descending a Staircase, No. 2), také Akt sestupující se schodů II, Akt sestupující po schodech č. 2 apod., je kubismem a futurismem ovlivněný obraz, který roku 1912 vytvořil francouzsko-americký malíř Marcel Duchamp. Znázorňuje současně různé fáze pohybu kubisticky abstrahované postavy sestupující se schodů. Duchamp s tímto obrazem zpočátku narazil na odmítavé reakce; když ho vystavil poprvé roku 1912 na Salonu nezávislých v Paříži, kubisté ho odmítli jako příliš futuristický, a po uvedení ve Spojených státech na výstavě Armory Show roku 1913 v New Yorku si z něj tisk tropil posměšky typu označení „exploze cihelny“. Guillaume Apollinaire ovšem Akt reprodukoval již ve své knize z roku 1913 Kubističtí malíři (Les Peintres Cubistes, Méditations Esthétiques) a dnes se Akt sestupující se schodů počítá mezi klíčová díla malířské moderny 20. století.
Roku 1913 obraz koupil právník a obchodník s uměním Frederic C. Torrey za 324 dolarů. Prodal ho roku 1919 manželům Louise a Walterovi Conradovi Arensbergovým. Z jejich pozůstalosti přešel spolu s dalšími materiály roku 1954 Muzeu umění ve Filadelfii, kde je nyní vystaven spolu s předchozí studií Akt č. 1 a pozdějším Aktem č. 3 (v roce 2019 nebyl vystavován).

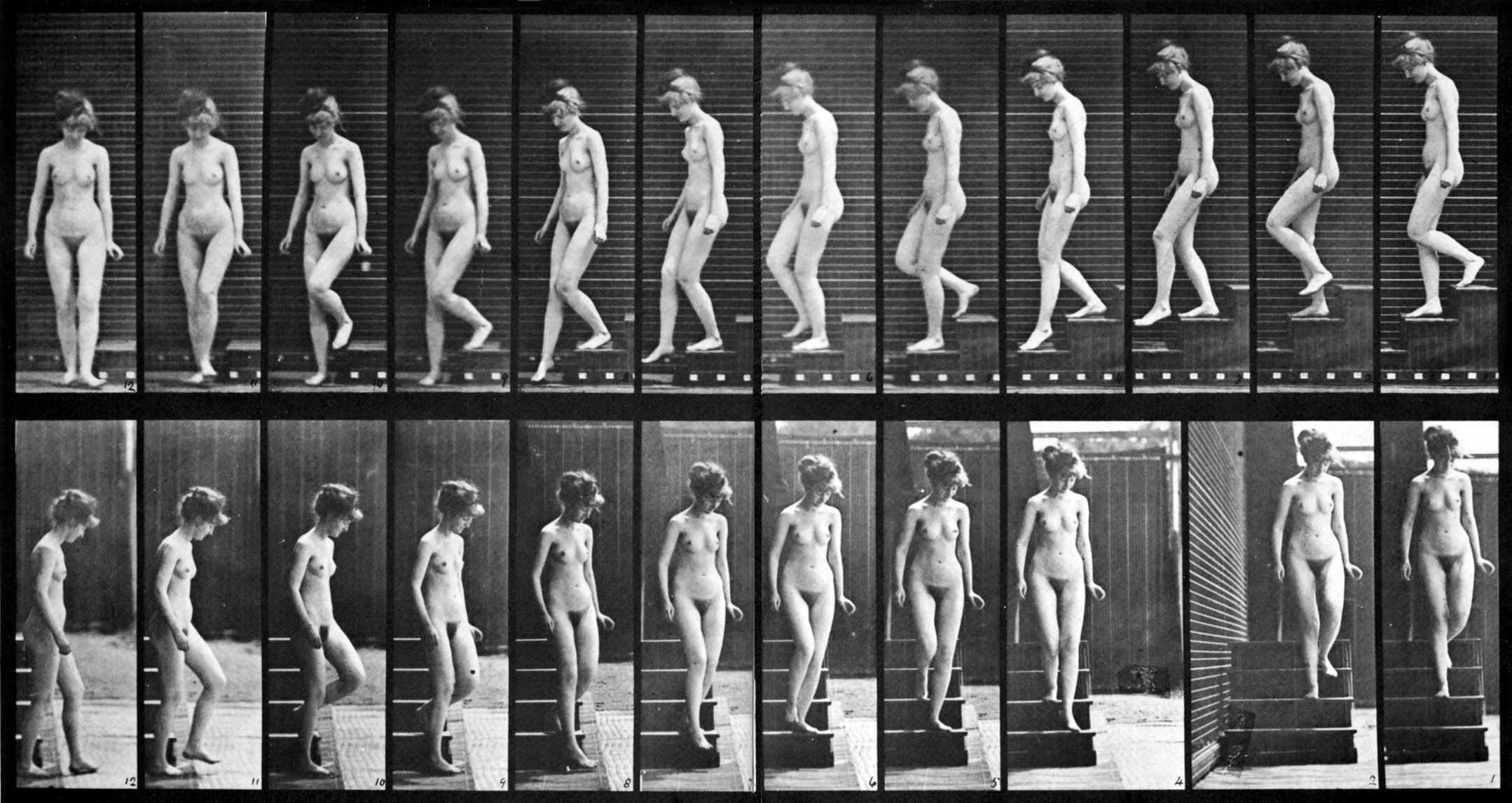
Eadweard Muybridge: chronofotografie Woman Walking Downstairs z The Human Figure in Motion, kolem roku 1887

Duchampovo znázornění pohybu lidského těla na tomto obraze bylo ovlivněno chronofotografií, která vznikla na konci 19. století a umožnila detailně analyzovat fáze pohybu lidí i jiných objektů. Obraz sestupujícího aktu tyto fáze shrnuje do jediného estetického celku vyjadřujícího komplexnost pohybů lidského těla.